# Lesiów
Lesiów – wieś w Polsce położona w województwie mazowieckim, w powiecie radomskim, w gminie Jastrzębia. Ma status sołectwa.
| SIMC    | Nazwa                | Rodzaj    |
| ------- | -------------------- | --------- |
| 0624290 | Komorniki Lesiowskie | część wsi |

Prywatna wieś szlachecka, położona była w drugiej połowie XVI wieku w powiecie radomskim województwa sandomierskiego.
Do 1954 roku siedziba gminy Kozłów. W latach 1954–1972 wieś należała i była siedzibą władz gromady Lesiów. W latach 1975–1998 miejscowość administracyjnie należała do województwa radomskiego. 1 stycznia 2003 roku częścią wsi Lesiów stał się ówczesny przysiółek Komorniki Lesiowskie.
Pierwsze zapiski o Lesiowie pochodzą z XV wieku. W latach 1942–1945 istniał tu obóz pracy przymusowej dla Żydów.
Wierni kościoła rzymskokatolickiego należą do parafii  Zwiastowania Najświętszej Marii Panny w Jastrzębi.